# Elitheya
Elitheya (лат.) — род коротконадкрылых жуков трибы Xantholinini из подсемейства Staphylininae. Известно 4 вида, обнаружены в Африке.

## Описание
Мелкие коротконадкрылые жуки, длина тела около 5 мм. Форма тела удлинённая и стройная, коротконогие, блестящие. Голова относительно длинная и узкая. От близкого рода Pachycorynus (Юго-Восточная Азия и Австралия) отличается следующими признаками: голова не расширена, субпрямоугольная, всегда присутствует боковая бороздка, не образована слившимися точками; лабиальные щупики со вторым члеником не длиннее первого; антестернальная пластинка с швом; стернум широкий; переднеспинка в дорсальном и боковом ряде точек; асимметричные парамеры хотя бы с одним искривленным. Сходен с Pachycorynus по следующим признакам: очень плоское тело; форма верхней губы, верхнечелюстных щупиков, швов и усиков; узкая шея; верхняя эпиплевральная линия переднеспинки отсутствует; короткие лапки. Род был впервые выделен в 2016 году итальянским энтомологом Арнальдо Бордони (итал. Arnaldo Bordoni, Museo di Storia Naturale dell’Università di Firenze, Флоренция, Италия).
- Elitheya congoana Bordoni, 2016
- Elitheya leonina Bordoni, 2016
- Elitheya nigeriana Bordoni, 2016
- Elitheya pallidipennis (Fauvel, 1903)